# Аркас Микола Миколайович (третій)
Микола Миколайович Аркас-третій (27 вересня 1898, Миколаїв — 27 лютого 1980, Гардінер, штат Мен) — український філолог-еллініст, перекладач, історик, доктор філософії (1926), автор першого в новітній українській літературі перекладу «Іліади».

## Походження та навчання
Син народного вчителя Якова Самійленка та Оксани Миколаївни Аркас. Племінник Миколи Миколайовича Аркаса-другого (1880—1938). Правнук Миколи Андрійовича Аркаса (1816—1881). Праправнук Андрія Еммануїловича Аркаса (1766—1825).
У трирічному віці був усиновлений дідом Миколою Миколайовичем Аркасом-першим (1853—1909), якого вважав за батька. Здобув домашню освіту.

## Служба
З 1918 року служив у піхоті Українського війська. Однак, через контузію вимушений був залишити службу.

## Еміграція в Чехословаччину
В 1919 році разом з полком емігрував до Османської імперії. Разом з родиною потрапив у Стамбул, а через рік — у Чехословацьку республіку в місто Ржевніце, де прожив майже 30 років.
Навчався в Українському вільному університеті в Празі, в якому працювали провідні українські професори-емігранти. Тут він здобув учений ступінь доктора філософії. Опанував старо- та новогрецьку мови, глибоко вивчив античну літературу й історію.

### Творчість
Здійснив перший у новітній українській літературі повний переклад «Іліади».
Збереглися збірки віршів Миколи Аркаса, написані в 1928—1932 роках. В цей час він здійснив поетичний переклад «Слова о полку Ігоревім». В 1993 році він був виданий посмертно під назвою «З родинної хроніки. Поезії. Дума про похід на половців Новгород-Сіверського князя Ігоря Святославовича у 1185 р.» (М., 1993).
М. Аркас також на замовлення празького видавництва Нойберта уклав українсько-чеський словник.

## Еміграція до Франції та США
1949 року він переїхав до Французької республіки, щоб знайти роботу. В 1958 з тією ж метою емігрував до США у м. Сі-Кліфф. Працював натирачем підлоги у шпиталі.

### Творчість
У вільний час М. Аркас продовжував складати розпочату в 1938 році «Родинну хроніку». У 1961  довів її до останнього покоління. А через два роки опублікував в одному англомовному часописі життєпис батька.
З виходом на пенсію (1963) повернувся до творчої праці. 1964 року вийшло з друку оповідання М. Аркаса «Наш степ». Також він склав іменний та географічний словник до перекладу «Іліади». На початку 1965 року завершив «Історію Північної Чорноморщини з діб прадавніх і до часів козаччини» з окремими екскурсами в історію Литви, Польщі, Росії. Опублікував лише першу частину праці (Торонто, 1969), після критики О. Домбровського відмовився від подальшого друкування.
Член Асоціації Діячів Української Культури у США. 
Помер у шпиталі у місті Гардінер, штат Мен. Залишив дружину Валентину Яківну і сина Миколу.